# Gravplundraren
Gravplundraren (engelska: The Body Snatcher) är en amerikansk skräckfilm från 1945 i regi av Robert Wise. I huvudrollerna ses Henry Daniell och Boris Karloff. Béla Lugosi ses i en biroll.
I Sverige totalförbjöds filmen av censuren i december 1945 och fick svensk premiär först 28 år senare, i augusti 1973.

## Handling
Fru Marsh besöker doktor Wolfe "Toddy" MacFarlanes mottagning i Edinburgh i avsikt att söka ett botemedel till sin paraplegiska och rullstolsbundna dotter Georgina. MacFarlane menar att endast ett kirurgiskt ingrepp kan hjälpa Georgina på fötter, men meddelar samtidigt att han inte kan utföra ingreppet själv eftersom han är alltför upptagen med att lära ut medicinsk dissektion.
MacFarlanes elev Donald Fettes engagerar sig i fallet och ges senare möjligheten av MacFarlane att arbeta som hans assistent. Fettes märker dock snart att MacFarlane både har ett gemensamt förflutet och skumma affärer med en droskförare vid namn John Gray. Gray blir snart varse om fallet med den förlamade flickan och även han försöker övertala MacFarlane att ta sig an operationen.

## Produktion
Filmen var den sista av tre filmer, producerade av RKO Pictures, som de gamla skräckfilmsskådespelarna Boris Karloff (känd som Frankensteins monster) och Béla Lugosi (känd som Dracula) medverkade i tillsammans.

## Rollista i urval
| Henry Daniell  | – Doktor Wolfe "Toddy" MacFarlane |
| Boris Karloff  | – John Gray                       |
| Russell Wade   | – Donald Fettes                   |
| Edith Atwater  | – Meg Camden                      |
| Rita Corday    | – Fru Marsh                       |
| Sharyn Moffett | – Georgina Marsh                  |
| Béla Lugosi    | – Joseph                          |
| Donna Lee      | – Gatusångerska                   |

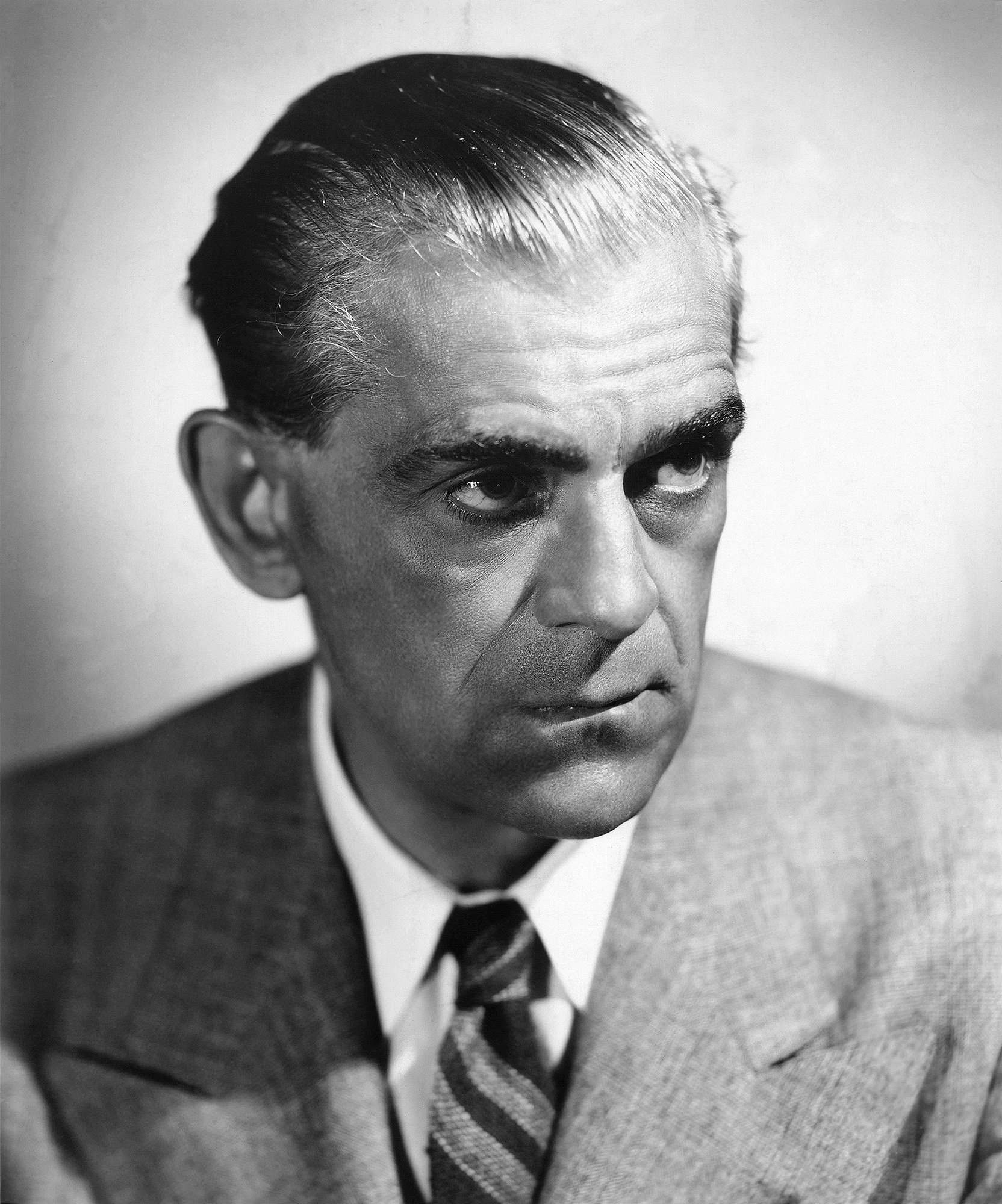
Boris Karloff
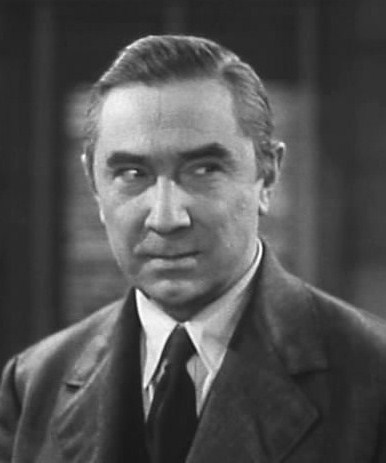
Béla Lugosi
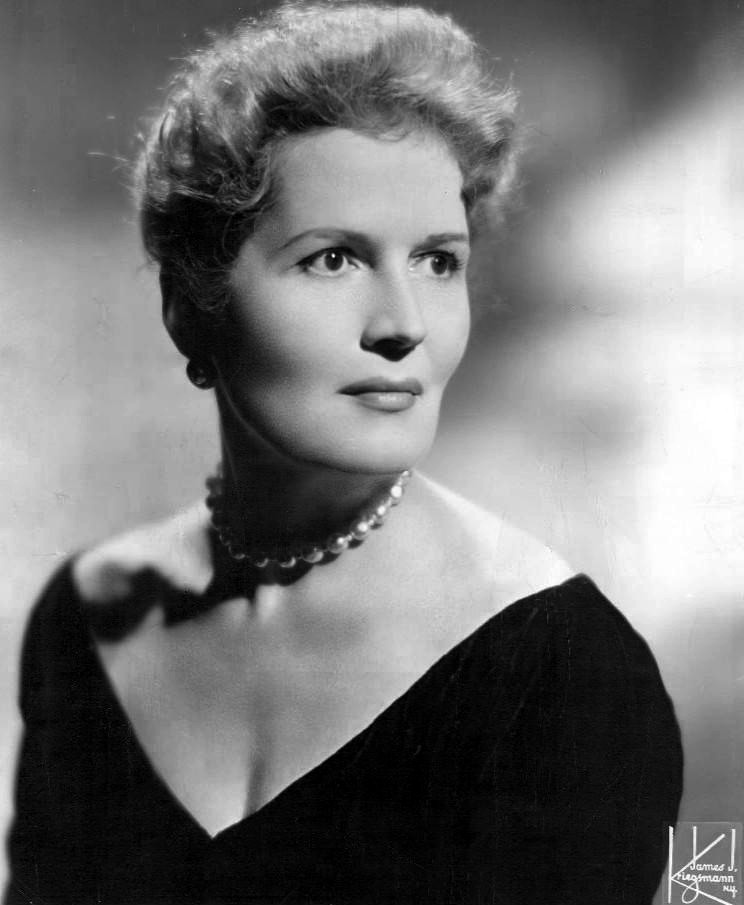
Edith Atwater

## Bakgrund
Filmen är baserad på novellen The Body Snatcher från 1884 av den skotske författaren Robert Louis Stevenson. Novellen bygger i sin tur på verkliga händelser rörande en serie av 16 mord utförda i Edinburgh, Skottland under en tiomånadersperiod 1828 av två män vid namn William Burke och William Hare. Burke och Hare ska sedan ha sålt liken vidare till Robert Knox (1791–1862), en etolog och läkare i anatomi, som sedan använde liken som dissektionsobjekt i sin undervisning.
Burke, Hare och Dr. Knox nämns alla tre vid namn i filmen.

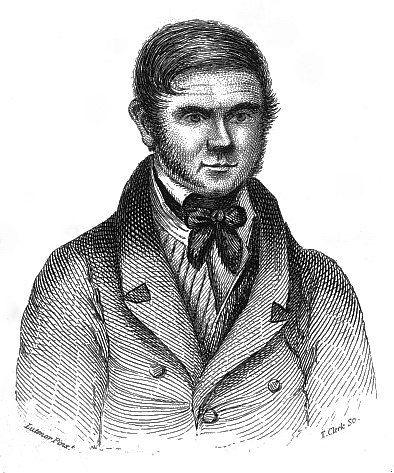
William Burke
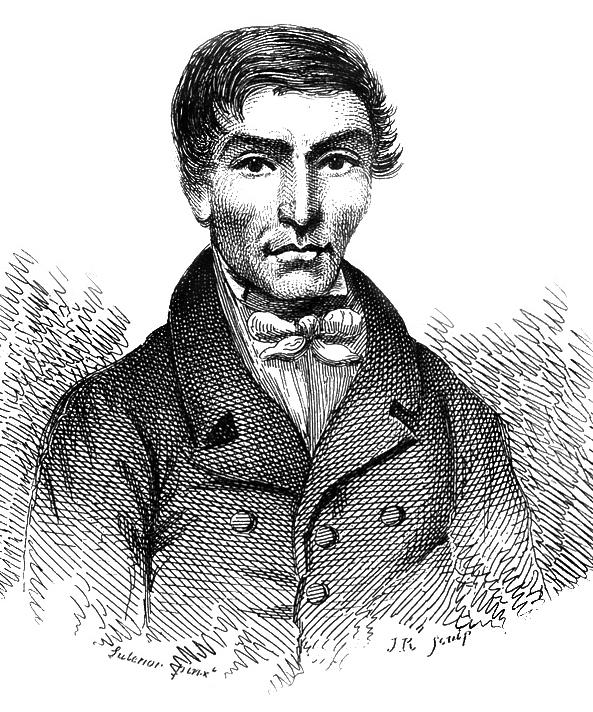
William Hare
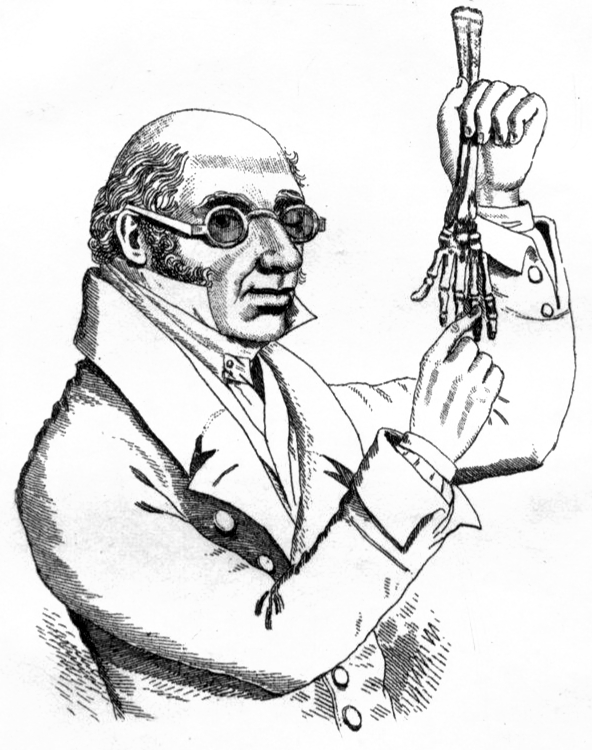
Dr. Robert Knox